# دانیلو هوندو
دانیلو هوندو (آلمانی: Danilo Hondo؛ زادهٔ ۴ ژانویهٔ ۱۹۷۴) دوچرخه‌سوار سابق اهل آلمان است.
از باشگاه‌هایی که در آن رکاب زده‌است می‌توان به تیم یوای‌ئی امارات و تیم ترک-سگافردو اشاره کرد.
وی در مسابقات بین‌المللی در مجموع برندهٔ ۱ مدال طلا و ۱ مدال برنز شده‌است.